# 大野一英
大野 一英（おおの いちえい、1930年（昭和5年）4月17日 - 2006年（平成18年）7月16日）は、愛知県出身の作家、僧侶（浄土真宗本願寺派円成寺住職）。
名古屋タイムズ社の記者を長く勤め、名古屋に関する書を多く著した。
2006年7月16日、肺癌のため死去。

## 主な著作
- 『芸どころ 茶道といけばな系譜』 1975年 名古屋タイムズ社
- 『こころの兵法』 1975年 六法出版社
- 『広小路物語』1976年 六法出版社
- 『名古屋ケチケチ繁盛記』 1977年 講談社
- 『愛知一中物語 （上）』 1977年 中日新聞本社
- 『愛知一中物語 （下）』 1978年 中日新聞本社
- 『大須物語』 1979年 中日新聞本社
- 『名古屋の駅の物語 （上）』 1980年 中日新聞本社
- 『名古屋の駅の物語 （下）』 1980年 中日新聞本社
- 『ファーストガールズスクール - 旧制名古屋市立第一高等女学校「外伝」』 1986年 中日出版社
- 『鉄道と街・名古屋駅』 1986年 大正出版（林鍵治との共著）
- 『見やぁせなごや観光100選 - 市民が選んだ見せたい名古屋』 1989年 中日出版社
- 『尾張大奥物語（上巻）』 1990年 ひくまの出版
- 『書人まんだら - 東海の書壇人脈物語（上巻）』 1993年 ひくまの出版
- 『仏壇物語』 2006年 探究社（編著）